# Jan Böttcher

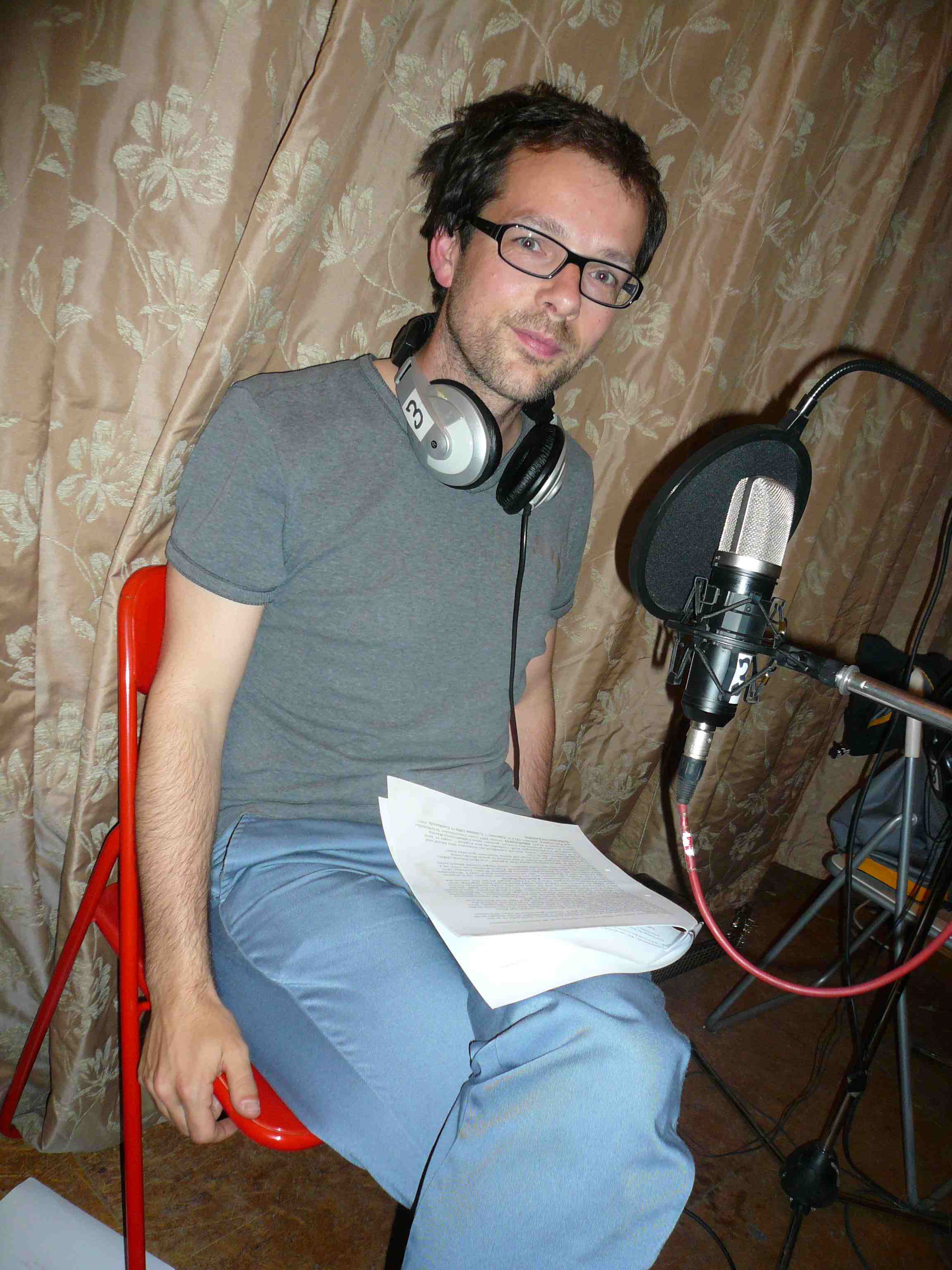
Jan Böttcher (2010)

Jan Böttcher (* 1973 in Lüneburg) ist ein deutscher Schriftsteller und Musiker.

## Leben
Er studierte deutsche und skandinavische Literatur in Stockholm und Berlin und arbeitet seit 1993 als Schriftsteller und Musiker in Berlin. 1997 gründete er zusammen mit Basti Windisch und Peter Herzau die Band Herr Nilsson, die vier CDs beim selbst mitgegründeten Label KOOK veröffentlichte. 2008 erschien sein Soloalbum Vom anderen Ende des Flures, ebenfalls bei KOOK. Böttcher trat auch danach regelmäßig als Songwriter auf, arbeitet aber vorrangig als Schriftsteller.
Im Frühjahr 2018 erschien mit dem Roman Das Kaff eine Vermessung der norddeutschen Provinz, ein szenischer Reigen um einen Architekten, der notgedrungen in seine Heimatstadt zurückkehren muss. 2022 erschien sein sechster Roman „Das Rosen-Experiment“ (Aufbau-Verlag). Böttcher begibt sich im Berlin der 1920er Jahre auf die Spurensuche zur Affektpsychologie. Im Stadtschloss befand sich damals das psychologische Institut der Berliner Humboldt-Universität, wo Kurt Lewin mit seinem Team zu Themen wie Wut, Anspruch und Frustration forschte.
2015 erschienen seine Songübersetzungen von Ian Curtis (So This Is Permanence im Rowohlt Verlag). Jan Böttcher ist aktives Mitglied der deutschen Fußball-Autorennationalmannschaft (Autonama).
2022 wurde am ETA Hoffmann Theater in Bamberg sein, in Zusammenarbeit mit Clemens Bechtel (Regie), entstandenes Theaterstück „Kick & Kollaps“ uraufgeführt.

## Auszeichnungen
- 2005: Märkisches Stipendium für Literatur
- 2006: Stipendium Deutscher Literaturfonds
- 2007: Ernst-Willner-Preis beim Ingeborg-Bachmann-Wettbewerb
- 2010: Arbeitsstipendium des Berliner Senats
- 2011: Arbeitsstipendium des Landes Niedersachsen
- 2012: LiteraTour Nord
- 2014: Grenzgänger-Stipendium der Robert Bosch Stiftung
- 2019: Stipendium der Berliner Senatsverwaltung für Kultur und Europa[6]
- 2021: Heinrich Heine Stipendium in Lüneburg

## Werke
- Lina oder: das kalte Moor. 1. Auflage. Kookbooks, Idstein 2003, ISBN 3-937445-01-3 (Erzählung).
- Der Krepierer. Kookbooks, Idstein 2004, ISBN 3-937445-08-0 (Hörbuch gelesen vom Autor).
- Geld oder Leben. 1. Auflage. Rowohlt Berlin, Berlin 2006, ISBN 978-3-87134-530-2 (Roman).
- Geld oder Leben. Jumbo, Hamburg 2006, ISBN 978-3-8337-1672-0 (Hörbuch).
- Nachglühen. 1. Auflage. Rowohlt Berlin, Berlin 2008, ISBN 978-3-87134-609-5 (Roman).
- Vom anderen Ende des Flures. Kook (Broken Silence), 4. Juli 2008 (Audio-CD).
- Das Lied vom Tun und Lassen. 1. Auflage. Rowohlt, Reinbek bei Hamburg 2011, ISBN 978-3-498-00658-7 (Roman).
- Des Sascha Weidners und des Jan Böttchers einzig wahre Erlebnisse zu Wasser und zu Land, zu Pferd und zu Fuß, im Krieg und im Frieden, in der Luft so wie in den niedersächsischen Ländern und Bremen in diesem Jahr ganz neu verfasst und fotografiert von ihnen selbst. 1. Auflage. Niedersächsische Sparkassenstiftung, Hannover 2015, ISBN 978-3-00-049834-3 (Text und Fotografie).
- Y. 1. Auflage. Aufbau, Berlin 2016, ISBN 978-3-351-03640-9 (Roman).
- Das Kaff. 1. Auflage. Aufbau, Berlin 2018, ISBN 978-3-351-03716-1 (Roman).
- Das Rosen-Experiment. Roman, Aufbau, Berlin 2022, ISBN 978-3-351-03924-0.
- Sören Lerby. Der Wohltäter. Roman, Voland & Quist, Berlin 2024,  ISBN 978-3-86391-393-9.